# Nobuo Kyō
Nobuo Kyō (姜 暢雄?, Kyō Nobuo; Himeji, 23 marzo 1979) è un attore giapponese di origine coreana.
Ha iniziato la sua carriera nel mondo dello spettacolo alla fine degli anni novanta, e da allora ha partecipato con ruoli sempre più importanti in molti spettacoli televisivi, dorama e film per il cinema. Conosciuto soprattutto per l'interpretazione data nella versione live action della serie manga Hana-Kimi intitolata Hanazakari no kimitachi e, assieme a Shun Oguri e Tōma Ikuta.

## Filmografia

### Televisione
- Keibuho Yabe Kenzo 2 (TV Asahi, 2013)
- Saki (Fuji TV, 2013, ep1)
- Koukou Nyushi (Fuji TV, 2012)
- Jiu (TV Asahi, 2011)
- Hanazakari no kimitachi e (ep6)
- Nazotoki wa Dinner no Ato de (Fuji TV, 2011, ep2)
- Tobo Bengoshi (Fuji TV, 2010)
- Keibuho Yabe Kenzo (TV Asahi, 2010)
- Liar Game 2 (Fuji TV, 2009)
- Ikemen Shin Sobaya Tantei (NTV, 2009, ep1-2)
- Koishite Akuma (Fuji TV, 2009)
- Ikemen Sobaya Tantei (NTV, 2009, ep1-4)
- Reset (serie televisiva) (NTV, 2009, ep2)
- Mei-chan no Shitsuji (Fuji TV, 2009)
- Celeb to Binbo Taro (Fuji TV, 2008, ep7)
- Kamen Rider Kiva (TV Asahi, 2008, ep1)
- Hanazakari no kimitachi e SP (Fuji TV, 2008)
- Shibatora (Fuji TV, 2008, ep9)
- Otome no Punch (NHK, 2008)
- Hachi-One Diver (Fuji TV, 2008, ep2)
- Zettai kareshi - Assolutamente lui (Fuji TV, 2008, ep1)
- Bara no nai Hanaya (Fuji TV, 2008, ep2)
- Koshonin (TV Asahi, 2008, ep2)
- Bambino! (ep10)
- Honto ni Atta Kowai Hanashi Mayonaka no Byoto (Fuji TV, 2007)
- Hanazakari no kimitachi e (Fuji TV, 2007)
- Top Caster (Fuji TV, 2006, ep07)
- Trick Shinsaku Special (TV Asahi, 2005)
- Otona no Natsu Yasumi (NTV, 2005)
- Wakaba (NHK, 2004)
- Trick 3 (TV Asahi, 2003)
- Futari (NTV, 2003)
- OL Zenidou (TV Asahi, 2003)
- Koi wa Tatakai (TV Asahi, 2003)

### Cinema
- Kamen Rider Amazons the Movie: Saigo no shinpan (2018)
- Byakuyakō (2011)
- Nana 2 (2006)
- Ninpuu Sentai Hurricanger - Shushutto the Movie, Hurricanger VS Abaranger
- Aoi Haru / Blue Spring (2001)
- Eri ni Kubittake (2000)